# Thomas I. (Savoyen)

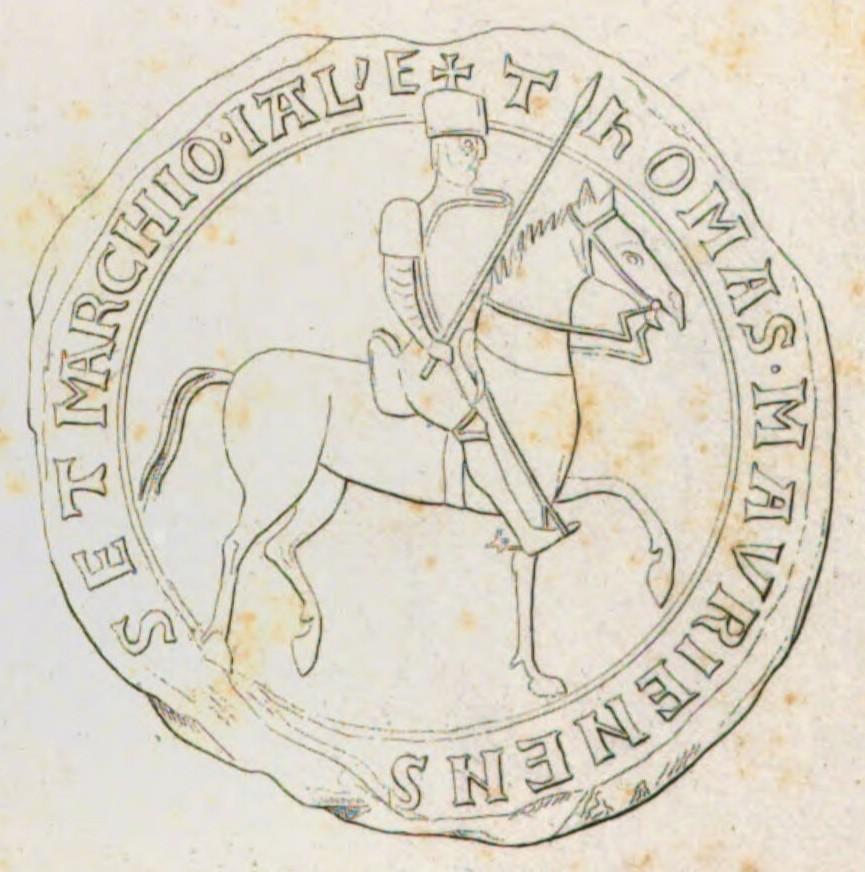
Darstellung des Siegels von Thomas I. von Savoyen

Thomas I., Graf von Savoyen (* 27. Mai 1177; † 1. März 1233 bei Moncalieri) war Graf von Savoyen.

## Herkunft
Thomas entstammte dem Haus Savoyen. Er war der einzige Sohn von Graf Humbert III. von Savoyen und dessen Frau Beatrix von Burgund. Sein genaues Geburtsdatum ist unbelegt. Nach dem Tod seines Vaters 1189 war er der Erbe der Grafschaft Savoyen, die zum Königreich Arelat gehörte, das unter der Oberherrschaft der römisch-deutschen Könige stand. Zu seinem weiteren Erbe gehörten das Maurienne sowie weitere, teils zerstreute Besitzungen im Chablais, in der Tarentaise, am Genfer See sowie in der Region von Vienne und Lyon. In Norditalien war er Graf von Aosta und Markgraf von Susa, so dass sich seine Besitzungen bis in die Poebene erstreckten. Bevor er 1191 mündig wurde, führte seine Mutter für ihn die Regentschaft.

## Erweiterung seiner Besitzungen nördlich und westlich der Alpen
Thomas war bis zu dessen Tod 1218 ein entschiedener Gegner von Herzog Berthold V. von Zähringen, dem kaiserlichen Rektor für das Königreich Arelat. Im Kampf gegen Herzog Berthold konnte er Besitzungen nördlich und südöstlich des Genfer Sees erobern. Dazu begann er mit der Erwerbung und Eroberung des Pays de Vaud, wo er 1207 Moudon erwarb. Seine Expansion führte zum Konflikt mit Graf Humbert und Bischof Bernard Chabert von Genf. 1206 hatte er bei Nantua zwei Burgen erworben, die zuvor Lehen der Herren von Thoire-Villars waren. Indem seine Söhne einflussreiche kirchliche Ämter in Lausanne, Lyon, Vienne und Valence erhielten, konnte er seinen Einfluss im Tal der Rhone ausweiten. Am 1. Juni 1218 verlobte er in Moudon seine Tochter Margarete mit Hartmann IV., dem zweiten Sohn von Ulrich III., Graf von Kyburg. Ulrich III. von Kyburg hatte kurz zuvor über seine Frau Anne das Erbe der Herzöge von Zähringen im Pays de Vaud erhalten. Nach dem Tod von Herzog Berthold von Zähringen verbündete er sich mit Kyburg und isolierte damit seinen Gegner im Pays de Vaud, Bischof Berthold von Lausanne. Der Graf von Kyburg duldete nun offenbar die Eroberungen von Thomas auf Kosten der Bischöfe. Daraufhin akzeptierte Bischof Berthold im Juli 1219 den Besitz von Moudon durch Savoyen.

## Erweiterung seiner Besitzungen im Piemont und in Norditalien
1213 wollte Thomas seinen ältesten Sohn Amadeus mit einer Enkelin von Markgraf Manfred II. von Saluzzo verheiraten. Die Verhandlungen scheiterten aber an der Höhe der Mitgift, worauf es 1215 zu einer Fehde zwischen Savoyen und Saluzzo kam. Zuvor hatte er ein Bündnis mit den Städten Vercelli und Mailand, die er gegen Markgraf Wilhelm VI. von Montferrat unterstützen wollte, während diese ihn gegen Saluzzo unterstützen sollten. Thomas unterstützte die Zerstörung der Stadt Casale. Dann starb Manfred II. von Saluzzo, sein Nachfolger wurde sein minderjähriger Enkel Manfred III. Daraufhin beendete Thomas den Konflikt, nachdem die Vormünder von Manfred III. auf seine Rechte an der Herrschaft Barge verzichtet hatten. 1219 verheiratete Thomas seine älteste Tochter Beatrix 1219 mit Graf Raimund Berengar V. von der Provence. Damit gewann er den Grafen zum Verbündeten, bevor er versuchte, seine Besitzungen im Piemont weiter zu erweitern. Im selben Jahr erhob er Ansprüche auf Besitzungen bei Turin. Dies führte zu Konflikten mit den Markgrafen von Saluzzo, Montferrat und Savona sowie mit den Städten Asti, Alessandria und Genua. Angesichts dieser überlegenen Gegner konnte Thomas bis zu seinem Tod nur kleine Erfolge in der Region erreichen. 1222 unternahm er einen neuen Feldzug ins Piemont, bei dem er Cavour und Borgo San Dalmazzo erobern konnte. Um den Konflikt mit Asti zu beenden, übergab er am 15. September 1224 Bra und weitere Besitzungen an die Stadt und erhielt sie als Lehen zurück. Durch diese überraschende Unterwerfung konnte er den Podestà der Stadt beschwichtigen, der sich aufgrund der Expansion von Thomas im Piemont bedroht sah. Im Gegenzug wollte die Stadt den Handelsweg über den Col du Mout Cenis und damit durch Besitzungen von Thomas ausbauen und so Turin umgehen. Dieses Bündnis führte zu einem jahrzehntelangen Krieg zwischen Asti und Turin.  Durch diesen Konflikt und durch weitere Fehden verlor die Unterwerfung von Thomas rasch an Bedeutung, doch als Verbündeter von Asti konnte sich Thomas nun auch mit Genua verständigen.

## Dienst als Reichsvikar
Durch sein Bündnis mit Genua gehörte Thomas nun dem kaiserlichen Lager in Norditalien. Als Bischof Jacopo di Carisio von Turin im Februar 1226 Kaiser Friedrich II. in Rimini aufsuchte, befürchtete er, dass der Kaiser seinen Rivalen begünstigen könnte. Deshalb kam er im Mai 1226 nach Parma, als der Kaiser sich dort aufhielt. Der Kaiser wollte seinen Einfluss in Norditalien ausbauen. Bevor er im Juli 1226 wieder nach Süden aufbrach, ernannte er Thomas zum Reichsvikar für Arelat. In dieser Funktion sollte er im Auftrag des Kaisers in einem Konflikt zwischen den Städten Albenga und Savona gegen Genua vermitteln. Die beiden Städte hatten gegen die Vorherrschaft von Genua rebelliert und sich um Unterstützung an den Kaiser gewandt. Dieser delegierte den Fall an seinen Reichsvikar. Thomas entschied sich gegen seinen Verbündeten und für die Unabhängigkeit von Albenga und Savona. Genua akzeptierte dies aber nicht und eroberte bis Juni 1227 die Städte. Ein von Amadeus, dem ältesten Sohn von Thomas geführtes Heer musste sich vor dem überlegenen Heer aus Genua zurückziehen. Als Reichsvikar sollte Thomas auch in einem Streit zwischen der Stadt Marseille und Bischof Pierre III. de Montlaur von Marseille vermitteln. Im November 1226 zahlte die Stadt in Albenga 2000 Mark an Thomas, um die Gerichtshoheit durch den Kaiser zu erhalten. Graf Raimond Berengar von der Provence hatte jedoch einen Konflikt mit der Stadt und war mit dem Bischof verbündet. Offenbar um seinen Schwiegersohn zu unterstützen, nahm Thomas das Geld an, setzte sich aber weiter nicht für die Stadt ein. Schließlich wurde Thomas spätestens Mitte 1227 als Reichsvikar abgelöst.

## Erneute Kämpfe um das Piemont
Im August 1227 führte Thomas im Piemont einen neuen Feldzug gegen Turin. Bereits 1223 hatte er mit Markgraf Manfred III. von Saluzzo Frieden geschlossen, der seine Tochter Beatrix heiratete. Im Januar 1228 verbündete sich Thomas mit dem Grafen von Biandrate und mit Markgraf Bonifatius II. von Montferrat. Bonifatius heiratete Margarete, die jüngere Tochter von Thomas, die Ansprüche auf Besitzungen bei Turin mit in die Ehe brachte. Dieses Bündnis mit den bereits untereinander verbündeten Bonifatius und Manfred isolierte die Stadt Turin weiter. Daraufhin verbündete sich Turin mit Guigues VI., Dauphin von Viennois. Obwohl der Dauphin mit Thomas verwandt und dem Markgrafen von Montferrat verschwägert war, führte er mit der Stadt Pinerolo und den Herren von Piossaco eine Fehde gegen Savoyen. Sie versuchten, den Handelsverkehr über Pinerolo durch das Val Chisone über den Col de Montgenèvre zu lenken, womit der Verkehr das Gebiet von Savoyen umgehen würde. Diese längere und schwierige Route konnte sich aber nicht durchsetzen. In dem Konflikt wurde Thomas vermutlich durch seinen Schwiegersohn, dem Grafen der Provence unterstützt. Thomas gründete eine neue Stadt am Po, Villafranca, die rasch eine Rivalin von Turin wurde, und seine Verbündeten eroberten das mit Turin verbündete Testona. Um eine Vormacht von Savoyen im Piemont zu verhindern, griff nun aber Mailand und die anderen Städte des lombardischen Städtebunds zugunsten von Turin ein. Nach mehrjährigen Krieg kam es zum Status quo ante. Asti schloss Frieden mit Turin, und Manfred III. von Saluzzo hatte das Bündnis bereits 1228 verlassen. 1232 zog sich Thomas zunächst an den Genfer See zurück, doch wenig später führte er einen neuen Feldzug ins Piemont. Er zog mit seinem Heer durch das Aostatal. Bei der Belagerung von Moncalieri soll er erkrankt und gestorben sein. Er wurde im Kloster San Michele della Chiusa über dem Val di Susa beigesetzt.

## Regierung von Savoyen
Thomas war ein energischer Herrscher, doch über seine Persönlichkeit ist fast nichts bekannt. Als erster Graf von Savoyen erkannte er die Bedeutung des sich ausweitenden Handelsverkehrs. Um den Handel zu fördern, gewährte er in den 1190er Jahren Aosta und in den folgenden Jahren Susa, Miradolo sowie Villeneuve Stadtrechte. Er erkannte offenbar die günstige Lage von Chambéry, erwarb den Ort von der lokalen Adelsfamilie und gewährte ihm Privilegien. Im Vergleich zu den Stadtrechten, wie sie zu der Zeit in Frankreich oder Italien üblich waren, waren die Privilegien, die Thomas gewährte, bescheiden, doch sie waren bedeutend für die wirtschaftliche Entwicklung des Westalpenraums.

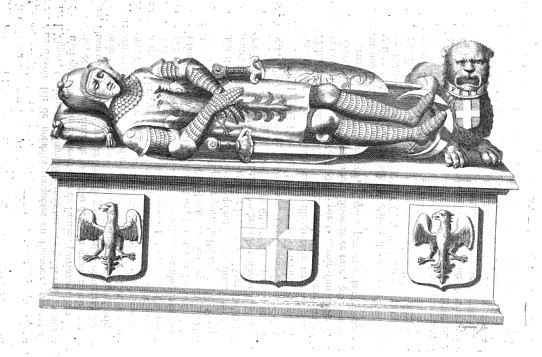
1660 entstandene Darstellung des Grabdenkmals für Thomas I. von Savoyen

## Nachkommen und Erbe
Thomas hatte um 1196 Margarete von Genf geheiratet, eine Tochter von Wilhelm I. von Genf (1137–1195). Angeblich soll sie einem französischen Prinzen versprochen worden sein, doch dann soll Thomas sie entführt und geheiratet haben. Widerstrebend hätte ihr Vater dann der Ehe zugestimmt. Mit seiner Frau hatte er mindestens acht Söhne und zwei Töchter, wobei von keinem seiner Kinder ein genaues Geburtsdatum und ein Geburtsort gesichert bekannt ist:
- Amadeus IV., Graf von Savoyen († 1253)
- Humbert von Savoyen († 1223)
- Thomas von Savoyen († 1259), Graf von Piemont
- Aymon von Chablais († 1237), Herr des Chablais
- Wilhelm von Savoyen († 1239), Bischof von Valence und Lüttich
- Peter II. (um 1203–1268), Graf von Savoyen
- Bonifatius († 1270), Bischof von Belley und Erzbischof von Canterbury
- Philipp I. († 1285), Bischof von Valence, Erzbischof von Lyon und Graf von Savoyen
- Beatrix von Savoyen († 1265) ⚭ Raimund Berengar V., Graf der Provence († 1245)
- Margarete von Savoyen († 1273) ⚭ Hartmann IV. von Kyburg (1192–1264)

Daneben könnte er noch mehrere uneheliche Söhne gehabt haben. Für seine fünf jüngeren Söhne hatte Thomas eine geistliche Laufbahn vorgesehen und bis 1232 erreicht, dass sie einträgliche Benefiziate an Kathedralen der Region erhielten. Ob er ein Testament hinterlassen hatte, ist ungeklärt. In seinen Besitzungen galt teilweise ein unterschiedliches Erbrecht, und nach seinem Tod beanspruchten auch zwei seiner Söhne, die bislang Geistliche gewesen waren, einen Teil des Erbes. Erst 1234 legte eine Konferenz der Familie fest, dass sein ältester Sohn Amadeus der Haupterbe sei.